# Saeco
Saeco är en italiensk espressomaskinstillverkare med säte i Gaggio Montano.